# 聲名狼藉先生
聲名狼藉先生（1972年5月21日—1997年3月9日），本名克里斯多福·喬治·拉托雷·华莱士（Christopher George Latore Wallace），人們多暱稱其為大個小子，來自於1975年電影《騙神騙鬼騙財星》（Let's Do It Again）裏的一個流氓角色，簡稱大個子、大老爹（Frank White，來自電影《紐約王》裡頭主角的名稱），以及最主要的藝名聲名狼藉先生（The Notorious B.I.G.），是美國的饒舌歌手。他在2015年被告示牌列為「十個史上最偉大的饒舌歌手」第一名。2020年，聲名狼藉先生入選搖滾名人堂。

## 生平
出生於紐約布魯克林，「大個子」小時候正好遇到1980年代快克大流行的顛峰，「大個子」因此在未成年時便開始販毒。當大個子1994年發行首張專輯Ready to Die時爆紅，他是東岸嘻哈的重要人物，因為當時夾帶著「匪幫說唱」的西岸嘻哈崛起，嘻哈音樂的主流趨勢是西岸歌手們，「大個子」能見度與競爭力一枝獨秀，振興了嘻哈的發源地東岸。 
1995年，「大個子」帶領他的童年玩伴們組成Junior M.A.F.I.A.攻佔各大排行榜。錄製第二張專輯時，「大個子」與早年的好友图帕克針鋒相對，图帕克投奔西岸嘻哈的德瑞醫師，大個子與图帕克的爭執演變成東西岸嘻哈對抗事件，後來图帕克被槍手謀殺而死。1997年3月9日，「大個子」在洛杉磯也被不知名的殺手在車上開槍射殺。
「大個子」死後十五天，他的雙碟專輯極樂世界（Life after Death）後發行，拿下全美專輯排行榜第一名，並在2000年獲頒為RIAA認證鑽石專輯。大個以「輕鬆、流暢，半自傳性的歌詞與優異的敘事能力」聞名。在他死後，另外兩張專輯也相繼推出。MTV評比他為史上最偉大的MC第三名。由於他的成功以及對於音樂的廣大影響，「大個子」成為了一個文化象徵、圖騰。

## 歷年專輯
- 1994: 《Ready to Die》
- 1997: 《Life After Death》
- 1999: 《Born Again》
- 2005: 《Duets: The Final Chapter》
- 2007: 《Greatest Hits》

## 延伸閱讀
- Coker, Cheo Hodari. . New York: Three Rivers Press. 2004. ISBN 0609808354.
- Wallace, Voletta; McKenzie, Tremell and Evans, Faith (foreword). . Atria. 2005. ISBN 0743470206.

## 外部連結
- 聲名狼藉先生在互联网电影资料库（IMDb）上的資料（英文）
- FBI Records: The Vault – Christopher (Biggie Smalls) Wallace （页面存档备份，存于） at vault.fbi.gov